# 라타나키리주
라타나키리주(크메르어: រតនគីរី)는 캄보디아 북동부에 위치한 주로, 주도는 반룽이며 인구는 238,975명(2023년 기준), 면적은 10,782 km2, 인구밀도는 19명/km2이다. 주의 이름은 크메르어로 "보석의 산"을 뜻한다. 북쪽으로는 라오스, 동쪽으로는 베트남과 국경을 맞대고 있으며 남쪽으로는 몬둘키리 주, 서쪽으로는 스퉁트렝 주와 인접해 있다.
1. ↑  “General Population Census of the Kingdom of Cambodia 2019” (PDF). Cambodia National Institute of Statistics. June 2019. 2020년 8월 27일에 확인함.